# NGC 7509
NGC 7509 (również PGC 70679) – galaktyka eliptyczna (E), znajdująca się w gwiazdozbiorze Pegaza. Odkrył ją Lewis A. Swift 8 sierpnia 1886 roku. Jest to galaktyka z aktywnym jądrem.